# Patkánykirály (regény, 1998)
A Patkánykirály (King Rat) China Miéville 1998-ban megjelent urban fantasy regénye. Magyarországon az Agave Könyvek kiadásában jelent meg 2014-ben.
Különlegesen kevert urban fantasy és modern gótikus horror... Miéville-re érdemes odafigyelni.

## Történet
|  | Alább a cselekmény részletei következnek! |

Saul Garamond visszatért Londonba az apjával közös lakásába. Mivel késő este ért haza, nem köszöntötte az apját, egyből aludni tért. Reggel a rendőrség dörömbölt az ajtaján, majd letartóztatták a fiút. Úgy tűnt, ő az egyedüli gyanúsított az apja elleni gyilkossági ügyben. Miután kihallgatták, fogdába zárták. Ekkor Sault egy titokzatos látogató kereste fel, aki Patkánykirálynak nevezte magát. Hihetetlen módon, a falakon és a tetőtéren keresztül megszöktette a fiatalembert. Menekülésük végén a patkánykirály elmondta Saulnak, hogy ő a nagybátyja, és a fiú az anyja révén patkányhibrid.
Saul követte a megmentőjét, aki feltárta előtte London titkait a tetőktől a sikátorokon keresztül a csatornákig. Éttermek környékén kidobott ételmaradékokat ettek, a fiú gyomra akár még a romlott ételt vagy a szemetet is képes volt megemészteni. A patkánytulajdonságok előtörtek az emberből. Eközben Saul barátja, Natasha Karadjian, új, modern zenét próbált összeállítani, mikor beállított hozzá egy Pete nevű fuvolás, akivel ezután együtt dolgozott. A lány és másik két közös ismerősük: Fabian és Kay is aggódtak azért, mi történhetett Saullal. Ezeket a barátokat a rendőrség kihallgatta Saul tartózkodási helyéről. Közben két döbbenetes, groteszk gyilkosság történt Saulék lakásában, két rendőr volt az áldozat. Saul elkószált a biztonságos menedékből, Anansi, a pókok királya, a két faj közötti hibrid és Loplop, a madarak királya, antropomorf lény közreműködésével került vissza a Patkánykirályhoz, aki nagyon dühös lett rá. A King Rat elmesélte a 700 évvel ezelőtt történteket, hogyan győzte le és alázta meg az ellensége. Anansi és Loplop is félt a rájuk vadászó Fuvolástól.
Saul egyik barátja, Kay is kegyetlen gyilkosság áldozata lett. Crowley felügyelő nyomozott a sejtelmes ügyekben, nem látott tisztán, de sejtette Saul ártatlanságát. A Patkányfogó nyomon követte Sault, és erőszakosan megtámadta, közben két újabb véres gyilkosságot követett el. Csak Loplop közbeavatkozásával tudott a fiú megmenekülni. Saul megtudta a rá vadászó félelmetes erővel bíró lénytől, hogy a Patkánykirály valójában az igazi atyja, aki egykor megerőszakolta az anyját.
Mivel Fabian megsejtett valamit a Fuvolás terveiről, Pete őt és Natashát is fogságba ejtette. A végső összecsapásra a Jungle terror! nevű drum and bass koncerten kerül sor, ahol a Patányfogó megküzdött Saullal és támogatóival.
|  | Itt a vége a cselekmény részletezésének! |

## Szereplők
- Saul Garamond, a főszereplő, félig ember, félig patkány hibrid
- Patkánykirály, Saul nagybátyja
- Patkányfogó, (Pókfogó, Madárfogó) aki irányítani vagy megölni akarja az állati és emberi hibrideket
- Anansi, a pókok királya, a Patkánykirály szövetségese
- Loplop, a madarak királya, a Patkánykirály szövetségese
- Natasha Karadjian, Saul barátnője, zenész
- Fabian Morris, Saul barátja, festőművész
- Crowley, rendőrfelügyelő

## Díjjelölések
- Bram Stoker-díj a legjobb első regényért (1999)
- Nemzetközi Horror Guild Díj - legjobb első regényért (1999)

## Magyarul
- Patkánykirály; ford. Juhász Viktor; Agave Könyvek, Bp., 2014